# Dispholidus typus
Pour les articles homonymes, voir Boomslang.
Genre
Espèce
Synonymes
- Bucephalus bellii Smith, 1828
- Bucephalus jardineii Smith, 1828
- Bucephalus gutturalis Smith, 1828
- Bucephalus typus Smith, 1828
- Bucephalus viridis Smith, 1828
- Bucephalus capensis Smith, 1841

Dispholidus typus, unique représentant du genre Dispholidus, est une espèce de serpent venimeux de la famille des Colubridae.
On considère qu'elle est étroitement apparentée aux genres Thelotornis, Thrasops, Rhamnophis et Xyelodontophis, avec lesquels elle forme la tribu des Dispholidini.
Son nom vernaculaire français est Serpent des arbres ou Boomslang. Son nom signifie serpent arboricole en afrikaans et en néerlandais (boom signifiant arbre et slang serpent).

## Répartition
Le Boomslang se rencontre dans presque toute l'Afrique subsaharienne. Il ne manque que dans les forêts tropicales humides d'Afrique centrale et de la côte guinéenne ainsi que dans les déserts. Il fait partie des serpents les plus communs d'Afrique.
Cependant de nouvelles classifications divisent le boomslang en au moins six espèces distinctes. Le taxon Dispholidus typus, au sens restreint, serait donc désormais l'espèce endémique de la côte méridionale de l'Afrique du Sud uniquement.

## Description
Dispholidus typus mesure entre 100 et 160 cm à l'âge adulte mais peut, parfois, dépasser les 180 cm. Ses yeux sont très grands et ont une pupille ronde. Sa couleur est très variable, les mâles adultes sont vert clair avec des écailles bordées de noir ou de bleu, les femelles adultes sont brunes. Les juvéniles sont gris-bleu et ne prennent leur coloration adulte qu'après plusieurs années.

## Reproduction
Dispholidus typus est ovipare. Les œufs ont une assez longue période d'incubation.

## Comportement et alimentation
Dispholidus typus est un serpent diurne, principalement arboricole. Son régime alimentaire comprend des caméléons, des lézards arboricoles, des grenouilles et occasionnellement de petits mammifères, des oiseaux et des œufs qu'il avale entier. Pendant les périodes froides, il hiberne pour de courtes périodes, souvent enroulé à l'intérieur de nids fermés d'oiseaux comme ceux des tisserins. 

## Venimosité
Alors que la plupart des membres de la famille des Colubridae qui sont considérés comme venimeux sont pratiquement inoffensifs pour l'homme, du fait qu'ils aient de petites glandes à venin contenant relativement peu de venin ou que leur venin soit inefficace sur l'homme, Dispholidus typus dispose d'un venin très puissant qu'il inocule par l'intermédiaire de grands crocs situés à l'arrière de la mâchoire. Le venin de Dispholidus typus est essentiellement hémotoxique. Il inhibe le processus de coagulation du sang et la victime meurt à la suite de saignements internes et externes. D'autres signes et symptômes sont les suivants : maux de tête, nausées, somnolence et troubles mentaux. Parce que le venin est lent à agir, les symptômes peuvent ne se manifester que plusieurs heures après la morsure. Cela donne le temps de se procurer le sérum mais cela peut conduire les victimes à sous-estimer la gravité de la morsure. La victime peut aussi se sentir mieux quelques heures après et immédiatement avant le décès va perdre du sang par tous les orifices de son corps. 
Adulte, Dispholidus typus a de 4 à 8 mg de venin. Cinq milligrammes suffisent à tuer un homme.
En 1957, l'herpétologiste Karl Schmidt mordu par un Dispholidus typus et convaincu que la dose de venin qu'il avait reçue n'était pas mortelle ne prit pas de sérum antivenin et fit un compte-rendu des effets du venin, jusqu'à sa mort 24 heures après la morsure. D.S. Chapman affirme que, entre 1919 et 1962, il y a eu huit morsures graves de Dispholidus typus, dont deux ont été mortelles. La société South African Vaccine Producers (l'ancien Institut sud-africain de recherche médicale) fabrique un sérum monovalent contre les morsures de Dispholidus typus.
Dispholidus typus est un serpent craintif qui ne mord généralement que lorsqu'on tente de le manipuler, le capturer ou le tuer. Les morsures rapportées restent rares bien que ce serpent soit commun, y compris dans les zones habitées.

### Dans la fiction
La romancière Agatha Christie utilise le venin de boomslang comme arme du crime dans son roman La Mort dans les nuages (1935).

## Liste des sous-espèces
Selon The Reptile Database (14 février 2014) :
- Dispholidus typus kivuensis Laurent, 1955
- Dispholidus typus punctatus Laurent, 1955
- Dispholidus typus typus (Smith, 1829)

## Publications originales
- Duvernoy, 1832 : Mémoire sur les caractères tirés de l’anatomie pour distinguer les serpents venimeux des serpents non venimeux. Annales des Sciences Naturelles, vol. 26, p. 113–160 (texte intégral).
- Laurent, 1955 : Diagnoses preliminaires des quelques Serpents venimeux. Revue de zoologie et de botanique africaines, vol. 51, p. 127-139.
- Smith, 1828 : Descriptions of new or imperfectly known objects of the animal kingdom, found in the south of Africa. South African Commercial Advertiser, vol. 3, no 144, p. 2.